# Trebinje
 Der er for få eller ingen kildehenvisninger i denne artikel, hvilket er et problem. Du kan hjælpe ved at angive troværdige kilder til de påstande, som fremføres i artiklen.

Trebinje er en by i Bosnien-Hercegovina og en del af Republika Srpska.

## Historie
Området, hvor byen ligger, blev i gamle dage kendt som Travunija. Man ved ikke nøjagtigt, hvor middelalderens Trebinje lå, men ifølge arkæologiske udgravninger lå byen på den venstre bred af floden Trebišnjica. Selve navnet Trebinje er meget gammelt og findes på historiske monumenter fra det 12. århundrede. Trebinje nævnes i loven af Kong Tvrtko Kotromanić fra den 10. april 1378 samt i dokumenterne fra Dubrovnik-republikken fra det 14. århundrede. Det menes, at byens navn stammer fra det romerske, illyriske eller slaviske ord Travunija (trava betyder græs).
Ifølge tilgængelige historiske kilder fra den første halvdel af det 19. århundrede, var Travunija-området en del af det kroatiske grevskab, og i 1377 blev det en del af Bosnien, hvor Kong Tvrtko Kotromanić (1353-1391) herskede. På det tidspunkt var Bosnien den største stat på Balkan. Navnet Travunija forsvandt langsomt, da området i stedet begyndte at blive kaldt Trebinje og omegn eller Trebinje-grevskabet. I 1448 blev området kaldt Hercegovina efter titlen på den daværende hersker i området, hertug Stjepan Vukčić.
Med Bosniens fald i 1463, under kommando af Mahmut-pasha Andjelović, begyndte tyrkerne langsomt at trænge ind i Hercegovina. I 1465 kom de ind i Źupče, i begyndelsen af 1466 faldt byen Trebinje, i 1477 faldt Klobuk, og i 1482 faldt Herceg Novi. Hermed var hele Hercegovina under tyrkisk styre. Tyrkernes ankomst medførte en radikal omvæltning i livsstil og religion. Islamiseringen af Bosnien var for det meste frivillig og ikke tvungen, og den mest intensive islamiseringsproces fandt sted fra det 15. til det 17. århundrede, hvor Tyrkiet var stærkest. Denne proces begyndte allerede inden erobringen af Bosnien, hvilket kunne ses i det store antal muslimske indbyggere, der boede i Sarajevo og Visoko inden tyrkernes ankomst. Islamiseringen var mest intensiv i byerne og landsbyerne langs de vigtige veje, og den muslimske befolkning dominerede storbyerne siden tyrkernes ankomst og frem til i dag. Denne islamisering og besættelse af Bosnien ændrede staten radikalt. Først opstod der tre religiøse grupper: muslimer, katolikker og ortodokse, og dernæst tre forskellige folk: bosniere, kroatere og serbere.
Middelalderens Trebinje blev formentlig revet ned af tyrkerne af strategiske grunde, og der blev bygget et nyt fort på den højre bred af floden Trebišnica. Fortet, eller kastellet som det kaldes i dag, ligger i den gamle by (Stari grad). Fortet fik stor betydning efter Herceg Novis fald og blev et vigtigt forsvarspunkt i krigen mod venezianerne, som varede fra 1644 til 1669. Efter denne krig kom der tilflytning af bosniere, som tidligere havde boet i Boka Kotorska, Risna og Herceg Novi.
Trebinje, som indtil da tjente til at forsvare de sydlige tyrkiske grænser, begyndte at få større betydning: i 1701 blev den anerkendt som by, og i 1710 blev den udnævnt som befalingssæde. Den største fortjeneste for byens fremskridt i begyndelsen af det 18. århundrede og i første halvdel af det 19. århundrede tilfalder Osman-pasha Resulbegović, især kapetan Osman og Hasan-beg. Kapetan Osman, som herskede over Trebinje fra 1713-1730, lagde grundlaget for den gamle by. Under hans styre blev der bygget en ny bymur med fire tårne, og omkring bymuren blev der anlagt en vold. Disse byggerier varede helt op til 1737. Ved udgangen af den gamle by var der en mindetavle for byens grundlægger, Osman-pasha Resulbegović, men den blev fjernet af Knin-generalen Nikola Jovanović, da Trebinje kom under Østrig-Ungarn i 1878. Osman-pasha Resulbegović byggede også to moskeer i byen, et bibliotek, et marked, flere handelsforretninger og andre historiske bygninger. Ifølge tyrkiske optegnelser fra 1877 havde befalingssædet Trebinje 16.500 indbyggere, hvoraf størstedelen var muslimer (70 %). Dette bekræftes af østrig-ungarske notater fra 1895, hvor det fremgår, at 65 % af jorden tilhørte bosniere.
Efter Berlinerkongressen i 1878 kom Bosnien under Østrig-Ungarn. Bosniere i hele landet ydede kraftig modstand mod besættelsesmagten. Den østrig-ungarske hær, under kommando af general Nikola Jovanović, indledte en offensiv midt i august 1878 med det formål at knuse bosniernes modstand, og efter store tab erobrede de Trebinje den 26. august 1878.
Den anden store modstand fra bosnierne fandt sted på Gorička-sletten, hvor den østrig-ungarske hær blev besejret og tvunget til at trække sig tilbage til Trebinje. Midt i september 1878 indledte besættelsesmagten en ny offensiv i retning mod Klobuk. Kampen varede fra den 24. til den 28. september. Kampens intensitet fremgår af østrig-ungarske optegnelser, hvor det fremgår, at der blev affyret 1.190 granater fra 800 lette og 390 svære kanoner – hvilket var meget på den tid. Efter ordre fra general Nikola Jovanović blev byen Klobuk mineret og sprængt i luften den 29. september. Efter kampene blev mange bosniere henrettet af militæret, mens en stor del af bosnierne flygtede til Tyrkiet af frygt for repressalier. En lille del vendte tilbage efter amnestien sidst i det 19. århundrede, men størstedelen forblev i Tyrkiet.